# El Vedado

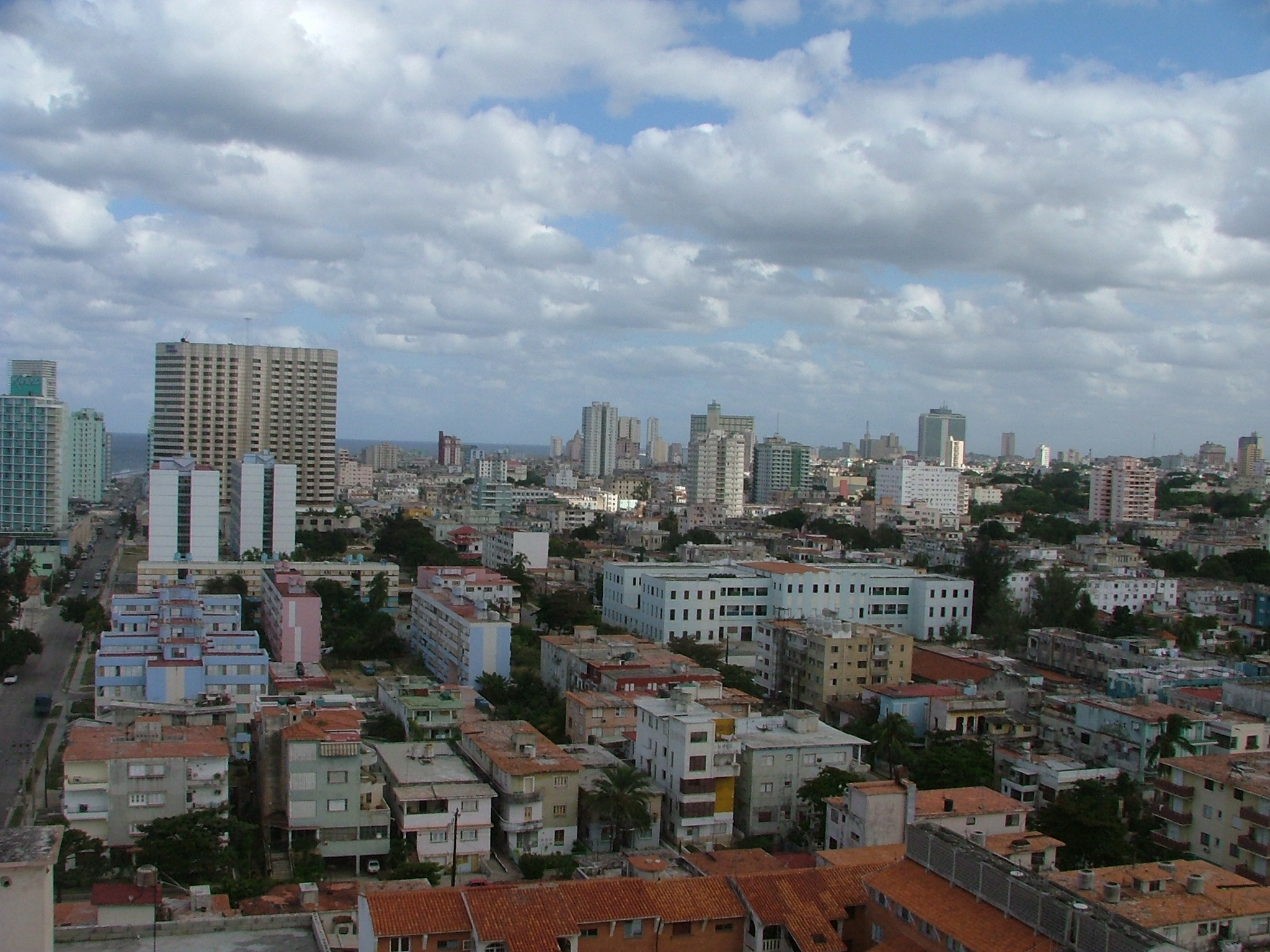
Vista do bairro

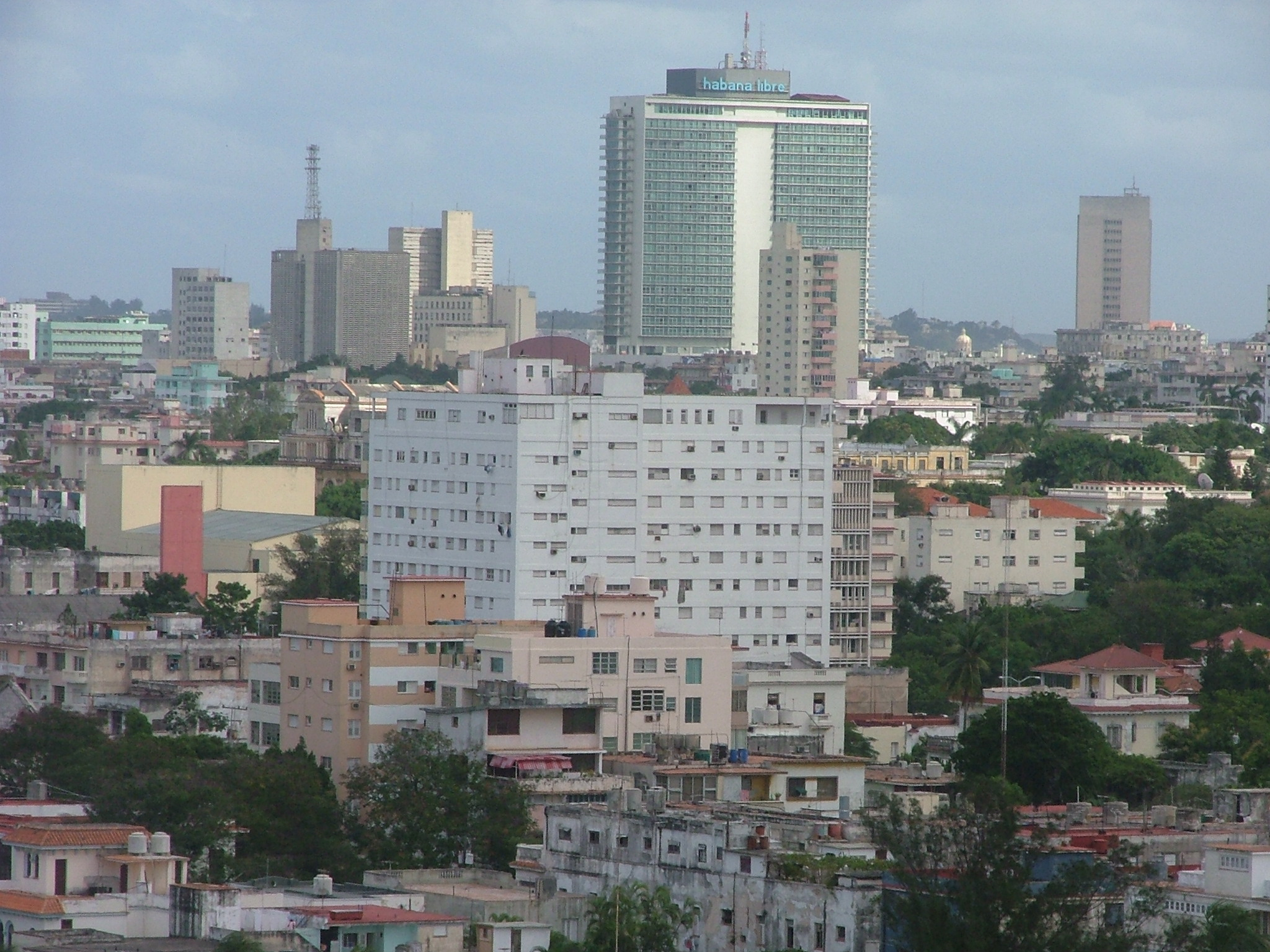
Vista de El Vedado

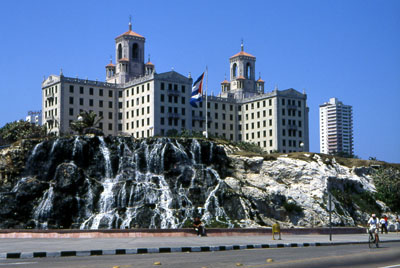
Hotel Nacional, inaugurado em 1930

El Vedado é um belo e vibrante bairro histórico no centro de Havana, capital de Cuba, e uma das maiores atrações turísticas do país. Seus limites são a Havana central, a leste, e os bairros de Miramar e Playa, a oeste. Sua principal rua, que o cruza de leste a oeste, é a Calle 23, também conhecida como La Rampa. A extremidade norte do distrito é o célebre quebra-mar conhecido como o Malecón, local popular para encontros sociais na cidade. O complexo da Seção de Interesses dos Estados Unidos situa-se em El Vedado, que paz parte do município de Plaza de la Revolución.